# Octoplasia prolixa
Octoplasia prolixa är en skalbaggsart som beskrevs av Gilbert John Arrow 1906. Octoplasia prolixa ingår i släktet Octoplasia och familjen Melolonthidae. Inga underarter finns listade i Catalogue of Life.